# Campo Profundo Sur de Chandra

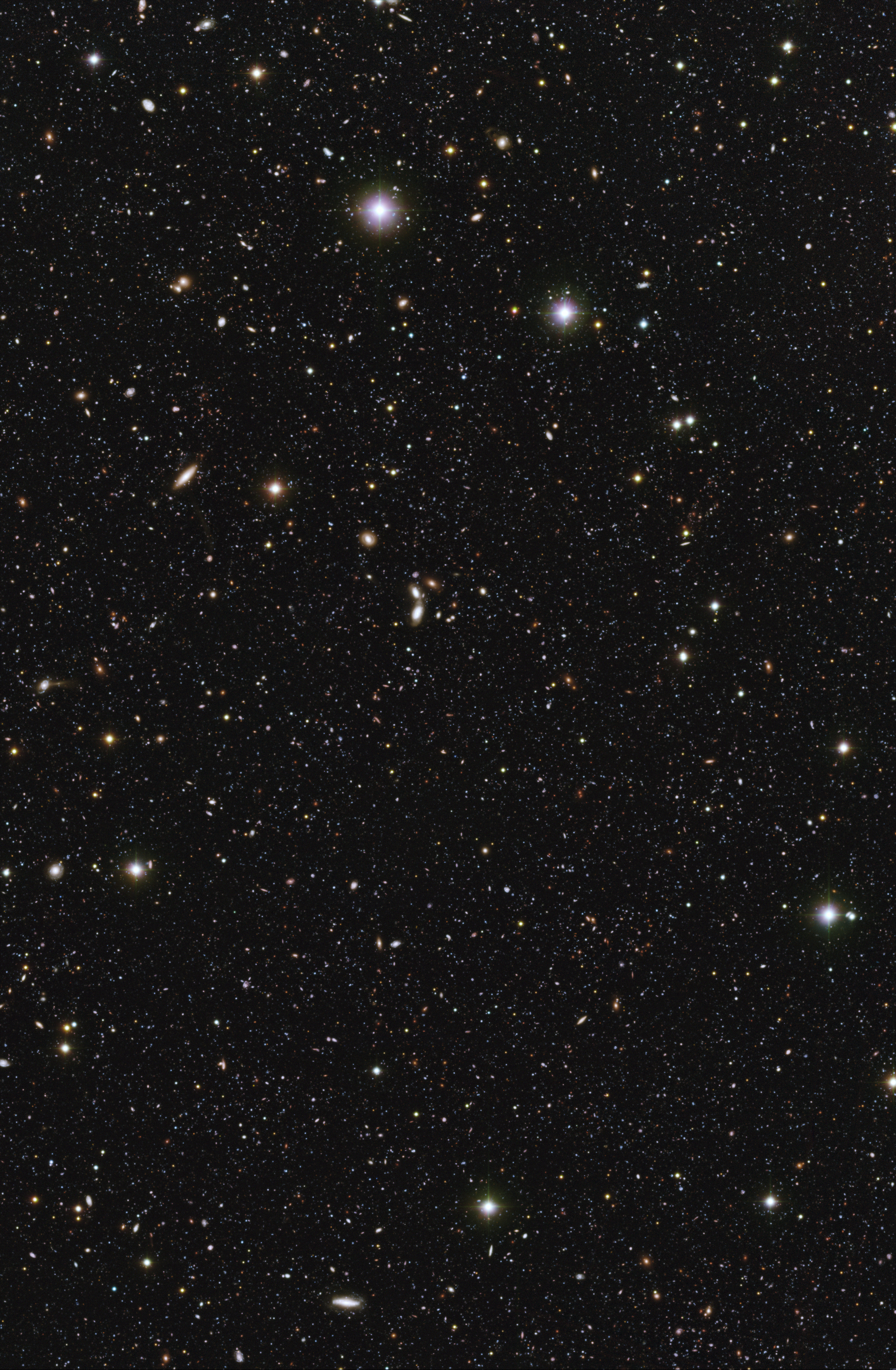
El Campo Profundo Sur de Chandra, observada en las bandas U-, B- y R- con VIMOS y WFI instrumentos de ESO.

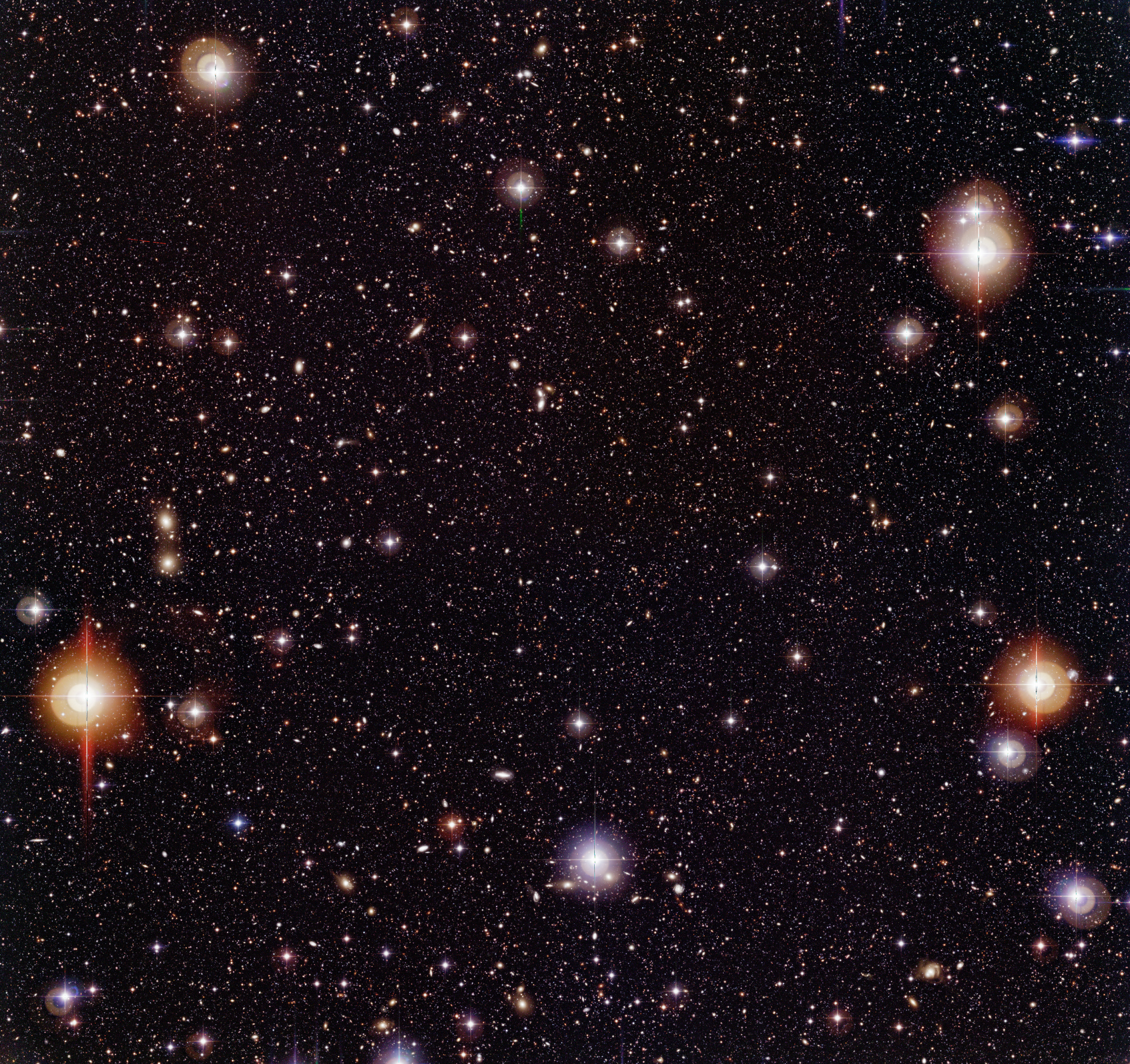
Imagen compuesta de tres colores del Campo Profundo Sur de Chandra (CDF-S), que se obtiene con la Cámara de Imágenes de Campo Ancho (WFI) en el telescopio de 2,2 metros MPG / ESO en el Observatorio La Silla de ESO (Chile).

El Campo Profundo Sur de Chandra (CPSC) es una imagen tomada por el Observatorio Chandra de Rayos X. La ubicación fue elegida porque, al igual que el Agujero Lockman, es una "ventana" relativamente clara entre las nubes ubicuas de gas de hidrógeno neutro en nuestra galaxia, la Vía Láctea, que nos permite ver con claridad el resto del universo en rayos-X. La imagen está centrada en la AR 3h 32m 28.0s DEC -27 ° 48 '30 "(J2000.0), que cubre 0,11 grados cuadrados, midiendo 16 minutos de arco de diámetro. Este pedazo de cielo se encuentra en la constelación de Fornax.
La imagen fue creada por composición 11 exposiciones individuales ACIS-I para un tiempo de exposición acumulada de más de un millón de segundos, en el período 1999-2000, por un equipo dirigido por Riccardo Giacconi. Esta región fue seleccionada para la observación, ya que tiene mucho menos gas y polvo galáctico a oscurecer que fuentes distantes. Nuevas observaciones realizadas entre 2000 y 2010 se han traducido en un total de exposición de más de cuatro millones de segundos. Un cuatro millones de segundos de exposición están programadas para llevarse a cabo a finales de 2015, dando como resultado un tiempo de exposición integrada los ocho millones de segundos. El Campo Profundo Sur de Chandra es el único objetivo, donde Chandra ha observado más tiempo.
Observaciones multiespectrales de la región se llevaron a cabo en colaboración con el Very Large Telescope y el Observatorio Paranal. En el curso de estas investigaciones, el fondo de rayos X se determinó que se originó a partir de los agujeros negros supermasivos centrales de galaxias distantes, y se obtuvo una mejor caracterización de cuásares tipo II. En el CPSC se descubrieron más de 300 fuentes de rayos X, muchos de ellos de galaxias activas de "baja luminosidad" de acerca 9 mil millones de años luz de distancia. El estudio también descubrió el entonces más distante Quasar 2, situada en desplazamiento al rojo z = 3,7, de unos 12 mil millones de años luz de distancia.

### Citaciones
1. ↑  «Chandra Deep Field South - Field Selection». Consultado el 12 de diciembre de 2011.
2. 1 2  ESO, "The Chandra Deep Field South" (accessed 10 October 2009)
3. 1 2 3  ESO Press Release 05/01 "Chandra and the VLT Jointly Investigate the Cosmic X-Ray Background" 13 March 2001 (accessed 10 October 2009)
4. ↑  «Copia archivada». Archivado desde el original el 20 de febrero de 2015. Consultado el 16 de abril de 2015.